# Temporada 2013 del Campeonato Mundial de Rally
La temporada 2013 fue la edición 41º del Campeonato Mundial de Rally. Comenzó el 15 de enero en el Rally de Montecarlo y finalizó el 17 de noviembre en el Rally de Gran Bretaña. El ganador fue el francés Sébastien Ogier que logró su primer título de pilotos corriendo con el equipo Volkswagen, que también se llevó el campeonato en el apartado de constructores. En las categorías WRC 2, el título fue para el expiloto de Fórmula 1 Robert Kubica; en el WRC 3 venció el francés Sébastien Chardonnet y el mundial junior fue para el sueco Pontus Tidemand.

## Novedades
La temporada 2013 incluyó varias novedades:
- Los equipos inscritos como constructores debían completar las trece rondas del calendario con un mínimo de dos coches. Estos equipos sumarían puntos para los campeonatos de pilotos y constructores.[1]
- Los equipos inscritos como WRC Teams, debían participar en al menos siete pruebas, incluyendo una fuera de Europa con uno o dos coches. Podían sumar puntos para el campeonato de pilotos y para el de constructores siempre y cuando participasen con un vehículo homologado como el usado por los equipos contructores.[1]
- Se permitió el uso de ouvriers.[2]
- El campeonato Super 2000 (SWRC) pasó a llamarse World Rally Championship 2 o (WRC2) en el que participaron vehículos de tracción integral pertenecientes al grupo R5, R4, N4 y S2000.[3] Dentro del mismo habrá una copa específica para los coches del grupo N donde los participantes deberán disputar al menos seis pruebas de siete que constará.[2]
- El Campeonato de Producción (PWRC) fue sustituido por el World Rally Championship 3 o WRC 3 e incluía a los vehículos de los grupos R1, R2 y R3, todos de tracción delantera.[3] Los participantes debían disputar al menos cinco pruebas de seis que constaba.[2]
- La Academia WRC pasó a llamarse Campeonato Junior WRC, incluyendo un calendario de seis pruebas y estaba abierto a pilotos menores de 26 años.[2]

A través de un concurso realizado por la FIA, la empresa español SIT (Sistemas Integrales de Telecomunicaciones) salió elegida para la gestión del cronometraje sustituyendo a Stage 1 Technology que llevaba más de una década realizando esta labor.

## Calendario
El calendario para 2013 fue similar al de 2012 con el único cambio de Nueva Zelanda por Australia. Se habló de la posibilidad de la inclusión de una prueba en Brasil o Sudáfrica, pero que finalmente no fueron incluidos.
El calendario del Campeonato Junior (que sustituyó a la Academia WRC) fue: Portugal, Acrópolis, Finlandia, Alemania, Francia y España. Se tuvo en cuenta los cinco mejores resultados y hubo una clasificación para copilotos y una copa de naciones.
| N.º | Fecha                 | Rally                      | Superficie       | Info       |
| --- | --------------------- | -------------------------- | ---------------- | ---------- |
| 1   | 17-20 de enero        | Rally de Montecarlo        | Asfalto / nieve  | Resultados |
| 2   | 8-10 de febrero       | Rally de Suecia            | Nieve            | Resultados |
| 3   | 8-10 de marzo         | Rally México               | Tierra           | Resultados |
| 4   | 12-14 de abril        | Rally de Portugal          | Tierra           | Resultados |
| 5   | 3-5 de mayo           | Rally de Argentina         | Tierra           | Resultados |
| 6   | 30 de mayo-2 de junio | Rally Acrópolis            | Tierra           | Resultados |
| 7   | 21-23 de junio        | Rally de Italia            | Tierra           | Resultados |
| 8   | 2-4 de agosto         | Rally de Finlandia         | Tierra           | Resultados |
| 9   | 23-25 de agosto       | Rally de Alemania          | Asfalto          | Resultados |
| 10  | 13-15 de septiembre   | Rally de Australia         | Tierra           | Resultados |
| 11  | 4-6 de octubre        | Rally de Francia - Alsacia | Asfalto          | Resultados |
| 12  | 25-27 de octubre      | Rally de España            | Asfalto / tierra | Resultados |
| 13  | 15-17 de noviembre    | Rally de Gran Bretaña      | Tierra           | Resultados |

## Equipos

### WRC
- Los equipos registrados como constructores fueron Citroën World Rally Team, Volkswagen Motorsport y Qatar M-Sport World Rally Team, este último que tomó el relevo de Ford después de la retirada de esta en 2012 —la FIA lo consideró persé como equipo constructor—[10] Lotos Team WRC, Qatar World Rally Team y Jipocar Czech National Team, este último que participó en el certamen a partir del Rally de Suecia. También participaron en el mismo los segundos equipos de las marcas, el Abu Dhabi Citroën Total World Rally Team y el Volkswagen Motorsport II. A pesar de ello estos dos equipos no puntuaron para el mundial de marcas en varias pruebas, el primero en el Rally de Suecia y el segundo en el Rally de Finlandia.

- Todos los equipos utilizaron neumáticos Michelin, salvo Martin Prokop —en tres pruebas— y Michał Kościuszko que utilizaron DMACK.[11]

| Equipos registrados en el campeonato de constructores    | Equipos registrados en el campeonato de constructores | Equipos registrados en el campeonato de constructores | Equipos registrados en el campeonato de constructores | Equipos registrados en el campeonato de constructores | Equipos registrados en el campeonato de constructores | Equipos registrados en el campeonato de constructores | Equipos registrados en el campeonato de constructores |
| Equipo                                                   | Constructor                                           | Automóvil                                             | N.º                                                   | Piloto                                                | Copiloto                                              | Rondas                                                |                                                       |
| -------------------------------------------------------- | ----------------------------------------------------- | ----------------------------------------------------- | ----------------------------------------------------- | ----------------------------------------------------- | ----------------------------------------------------- | ----------------------------------------------------- | ----------------------------------------------------- |
| Citroën Total Abu Dhabi World Rally Team                 | Citroën                                               | Citroën DS3 WRC                                       | 1                                                     | Sébastien Loeb                                        | Daniel Elena                                          | 1-2, 5, 11                                            |                                                       |
| Citroën Total Abu Dhabi World Rally Team                 | Citroën                                               | Citroën DS3 WRC                                       | 2                                                     | Mikko Hirvonen                                        | Jarmo Lehtinen                                        | 1-13                                                  |                                                       |
| Citroën Total Abu Dhabi World Rally Team                 | Citroën                                               | Citroën DS3 WRC                                       | 3                                                     | Daniel Sordo                                          | Carlos del Barrio                                     | 3-4, 6-9, 12-13                                       |                                                       |
| Citroën Total Abu Dhabi World Rally Team                 | Citroën                                               | Citroën DS3 WRC                                       | 3                                                     | Kris Meeke                                            | Chris Patterson                                       | 10                                                    |                                                       |
| Abu Dhabi Citroën Total World Rally Team                 | Citroën                                               | Citroën DS3 WRC                                       | 10                                                    | Khalid Al Qassimi                                     | Scott Martin                                          | 2,4, 6-7, 9–10, 12                                    |                                                       |
| Abu Dhabi Citroën Total World Rally Team                 | Citroën                                               | Citroën DS3 WRC                                       | 10                                                    | Dani Sordo                                            | Carlos del Barrio                                     | 1, 5, 11                                              |                                                       |
| Abu Dhabi Citroën Total World Rally Team                 | Citroën                                               | Citroën DS3 WRC                                       | 10                                                    | Chris Atkinson                                        | Stephane Prévot                                       | 3                                                     |                                                       |
| Abu Dhabi Citroën Total World Rally Team                 | Citroën                                               | Citroën DS3 WRC                                       | 10                                                    | Kris Meeke                                            | Chris Patterson                                       | 8                                                     |                                                       |
| Abu Dhabi Citroën Total World Rally Team                 | Citroën                                               | Citroën DS3 WRC                                       | 10                                                    | Robert Kubica                                         | Michele Ferrara                                       | 13                                                    |                                                       |
| Volkswagen Motorsport                                    | Volkswagen                                            | Volkswagen Polo R WRC                                 | 7                                                     | Jari-Matti Latvala                                    | Miikka Anttilla                                       | 1-13                                                  |                                                       |
| Volkswagen Motorsport                                    | Volkswagen                                            | Volkswagen Polo R WRC                                 | 8                                                     | Sébastien Ogier                                       | Julien Ingrassia                                      | 1-13                                                  |                                                       |
| Volkswagen Motorsport II                                 | Volkswagen                                            | Volkswagen Polo R WRC                                 | 9                                                     | Andreas Mikkelsen                                     | Mikko Markkula                                        | 4-7, 12-13                                            |                                                       |
| Volkswagen Motorsport II                                 | Volkswagen                                            | Volkswagen Polo R WRC                                 | 9                                                     | Andreas Mikkelsen                                     | Paul Nagle                                            | 10-11                                                 |                                                       |
| Qatar M-Sport World Rally Team                           | Ford                                                  | Ford Fiesta RS WRC                                    |                                                       |                                                       |                                                       |                                                       |                                                       |
| Qatar M-Sport World Rally Team                           | Ford                                                  | Ford Fiesta RS WRC                                    | 4                                                     | Mads Østberg                                          | Jonas Andersson                                       | 1-13                                                  |                                                       |
| Qatar M-Sport World Rally Team                           | Ford                                                  | Ford Fiesta RS WRC                                    | 5                                                     | Evgeny Novikov                                        | Ilka Minor                                            | 1-13                                                  |                                                       |
| Qatar World Rally Team                                   | Ford                                                  | Ford Fiesta RS WRC                                    | 6                                                     | Nasser Al-Attiyah                                     | Giovanni Bernacchini                                  | 3, 6, 9, 12                                           |                                                       |
| Qatar World Rally Team                                   | Ford                                                  | Ford Fiesta RS WRC                                    | 6                                                     | Juho Hänninen                                         | Tomi Tuominen                                         | 1                                                     |                                                       |
| Qatar World Rally Team                                   | Ford                                                  | Ford Fiesta RS WRC                                    | 11                                                    | Thierry Neuville                                      | Nicolas Gilsoul                                       | 1-13                                                  |                                                       |
| Jipocar Czech National Team                              | Ford                                                  | Ford Fiesta RS WRC                                    | 21                                                    | Martin Prokop                                         | Michal Ernst                                          | 2-9, 11-13                                            |                                                       |
| / Lotos Team WRC                                         | Ford                                                  | Ford Fiesta RS WRC                                    | 12                                                    | Michal Kosciuszko                                     | Maciej Szczepaniak                                    | 7, 9                                                  |                                                       |
| / Lotos Team WRC                                         | MINI                                                  | Mini John Cooper Works WRC                            | 12                                                    | Michal Kosciuszko                                     | Maciej Szczepaniak                                    | 1-5                                                   |                                                       |
| Equipos no registrados en el campeonato de constructores |                                                       |                                                       |                                                       |                                                       |                                                       |                                                       |                                                       |
| Volkswagen Motorsport II                                 | Volkswagen                                            | Volkswagen Polo R WRC                                 | 9                                                     | Andreas Mikkelsen                                     | Mikko Markkula                                        | 8                                                     |                                                       |
| M-Sport World Rally Team                                 | Ford                                                  | Ford Fiesta RS WRC                                    | 6                                                     | Elfyn Evans                                           | Giovanni Bernacchini                                  | 7                                                     |                                                       |
| M-Sport World Rally Team                                 | Ford                                                  | Ford Fiesta RS WRC                                    | 22                                                    | Hayden Paddon                                         | John Kennard                                          | 12                                                    |                                                       |
| Jipocar Czech National Team                              | Ford                                                  | Ford Fiesta RS WRC                                    | 21                                                    | Martin Prokop                                         | Michal Ernst                                          | 1                                                     |                                                       |
| Qatar World Rally Team                                   | Ford                                                  | Ford Fiesta RS WRC                                    | 15                                                    | Juho Hänninen                                         | Tomi Tuominen                                         | 2,4                                                   |                                                       |
| Qatar World Rally Team                                   | Ford                                                  | Ford Fiesta RS WRC                                    | 15                                                    | Dennis Kuipers                                        | Robin Buysmans                                        | 4                                                     |                                                       |
| Qatar World Rally Team                                   | Ford                                                  | Ford Fiesta RS WRC                                    | 6                                                     | Nasser Al-Attiyah                                     | Giovanni Bernacchini                                  | 4                                                     |                                                       |
| Qatar World Rally Team                                   | Ford                                                  | Ford Fiesta RS WRC                                    | 6                                                     | Matthew Wilson                                        | Giovanni Bernacchini                                  | 2                                                     |                                                       |
| Qatar World Rally Team                                   | Ford                                                  | Ford Fiesta RS WRC                                    | 23                                                    | Gabriel Pozzo                                         | Daniel Stillo                                         | 5                                                     |                                                       |
| Henning Solberg                                          | Ford                                                  | Ford Fiesta RS WRC                                    | 16                                                    | Henning Solberg                                       | Emil Axelsson                                         | 2                                                     |                                                       |
| AT-Rally                                                 | Ford                                                  | Ford Fiesta RS WRC                                    | 22                                                    | Per-Gunnar Andersson                                  | Emil Axelsson                                         | 7, 9                                                  |                                                       |
| AT-Rally                                                 | Ford                                                  | Ford Fiesta RS WRC                                    | 23                                                    | Per-Gunnar Andersson                                  | Emil Axelsson                                         | 8                                                     |                                                       |
| Stohl Racing                                             | Ford                                                  | Ford Fiesta RS WRC                                    | 22                                                    | Daniel Oliveira                                       | Carlos Magalhães                                      | 5                                                     |                                                       |
| Romain Dumas                                             | Ford                                                  | Ford Fiesta RS WRC                                    | 22                                                    | Romain Dumas                                          | Denis Giraudet                                        | 11                                                    |                                                       |
| Autotek Motorsport                                       | Ford                                                  | Ford Fiesta RS WRC                                    | 25                                                    | Jari Ketomaa                                          | Kaj Lindström                                         | 2                                                     |                                                       |
| Hoonigan Racing Division                                 | Ford                                                  | Ford Fiesta RS WRC                                    | 43                                                    | Ken Block                                             | Alex Gelsomino                                        | 3                                                     |                                                       |
| Seashore Qatar Rally Team                                | Ford                                                  | Ford Fiesta RRC                                       | 48                                                    | Abdulaziz Al-Kuwari                                   | Killian Duffy                                         | 3-7, 10                                               |                                                       |
| Abu Dhabi Citroën Total World Rally Team                 | Citroën                                               | Citroën DS3 WRC                                       | 14                                                    | Dani Sordo                                            | Carlos del Barrio                                     | 2                                                     |                                                       |
| Benito Guerra                                            | Citroën                                               | Citroën DS3 WRC                                       | 14                                                    | Benito Guerra                                         | Borja Rozada                                          | 3                                                     |                                                       |
| Bryan Bouffier                                           | Citroën                                               | Citroën DS3 WRC                                       | 22                                                    | Bryan Bouffier                                        | Xavier Panseri                                        | 1                                                     |                                                       |
| Škoda Auto Deutschland                                   | Škoda                                                 | Škoda Fabia S2000                                     | 32                                                    | Sepp Wiegand                                          | Frank Christian                                       | 1-2                                                   |                                                       |
| Škoda Motorsport                                         | Škoda                                                 | Škoda Fabia S2000                                     | 31                                                    | Esapekka Lappi                                        | Janne Ferm                                            | 1,4                                                   |                                                       |
| Prodrive WRC Team                                        | MINI                                                  | Mini John Cooper Works WRC                            | 22                                                    | Jarkko Nikara                                         | Jarkko Kalliolepo                                     | 8                                                     |                                                       |
| Prodrive WRC Team                                        | MINI                                                  | Mini John Cooper Works WRC                            | 23                                                    | Jarkko Nikara                                         | Jarkko Kalliolepo                                     | 2                                                     |                                                       |
| Motorsport Italia                                        | MINI                                                  | Mini John Cooper Works WRC                            | 22                                                    | Nathan Quinn                                          | Glenn MacNeall                                        | 10                                                    |                                                       |
| Olivier Burri                                            | Peugeot                                               | Peugeot 207 S2000                                     | 42                                                    | Olivier Burri                                         | Guillaume Duval                                       | 1                                                     |                                                       |

### WRC 2
| Equipo                          | Automóvil                | N.º | Piloto               | Copiloto               | Rondas              |
| ------------------------------- | ------------------------ | --- | -------------------- | ---------------------- | ------------------- |
| Škoda Motorsport                | Škoda Fabia S2000        | 31  | Esapekka Lappi       | Janne Ferm             | 1, 4                |
| Škoda Auto Deutschland          | Škoda Fabia S2000        | 32  | Sepp Wiegand         | Frank Christian        | 1-2, 4, 7, 9, 12    |
| Skydive Dubai Rally Team        | Škoda Fabia S2000        | 36  | Rashid Al Ketbi      | Karina Hepperle        | 1-2, 4, 6, 9, 11-12 |
| Nikita Kondrakhin               | Škoda Fabia S2000        | 73  | Nikita Kondrakhin    | Danilo Fappani         | 4                   |
| Symtech Racing                  | Peugeot 207 S2000        | 34  | Luca Betti           | Franceso Pezzoli       | 1                   |
| Stohl Racing                    | Subaru Impreza           | 33  | Armin Kremer         | Klaus Wicha            | 1, 3, 5, 7          |
| Symtech Racing                  | Subaru Impreza           | 39  | Yuriy Protasov       | Kuldar Sikk            | 1-3, 5              |
| Arman Smaylov                   | Subaru Impreza           | 40  | Arman Smaylov        | Andrey Rusov           | 2,4,6-7             |
| Anders Grondal                  | Subaru Impreza           | 42  | Anders Grondal       | Trond Svendsen         | 2                   |
| Top Run                         | Subaru Impreza           | 77  | Marcos Ligato        | Rubén García           | 4, 5                |
| Lorenzo Bertelli                | Subaru Impreza           | 37  | Lorenzo Bertelli     | Lorenzo Granai         | 1, 3                |
| Lorenzo Bertelli                | Ford Fiesta RRC          | 37  | Lorenzo Bertelli     | Mittia Dotta           | 5, 6-7, 12-13       |
| Yazeed Racing                   | Ford Fiesta RRC          | 35  | Yazeed Al-Rajhi      | Michael Orr            | 2, 8, 10, 12–13     |
| Dmack - Autotek                 | Ford Fiesta RRC          | 47  | Eyvind Brynildsen    | Anders Fredriksson     | 2, 8-9, 13          |
| Seashore Qatar Rally Team       | Ford Fiesta RRC          | 48  | Abdulaziz Al-Kuwari  | Killian Duffy          | 3-7, 10             |
| Motortune Racing                | Ford Fiesta RRC          | 71  | Ala'a Rasheed        | Joseph Matar           | 4, 6-7, 11-12       |
| Qatar M-Sport WRT               | Ford Fiesta RRC          | 75  | Elfyn Evans          | Daniel Barrit          | 4, 8–9, 11–13       |
| Bosowa Rally Team               | Ford Fiesta RRC          | 76  | Subhan Aksa          | Nicola Arena           | 4, 6, 9–10, 12–13   |
| E2 - Tre Colli World Rally Team | Ford Fiesta RRC          | 78  | Edoardo Bresolin     | Rudy Pollet            | 4, 8, 13            |
| AT-Rally                        | Ford Fiesta S2000        | 83  | Oleksiy Tamrazov     | Pavlo Cherepin         | 6                   |
| Alexander Villanueva            | Mitsubishi Lancer Evo X  | 45  | Alexander Villanueva | Oscar Sánchez          | 2, 4, 6, 8          |
| Marco Vallario                  | Mitsubishi Lancer Evo X  | 46  | Marco Vallario       | Antonio Pascale        | 2, 6–7, 9, 11–12    |
| Marco Vallario                  | Mitsubishi Lancer Evo X  | 46  | Marco Vallario       | Manuela Di Lorenzo     | 4                   |
| Juan Carlos Alonso              | Mitsubishi Lancer Evo X  | 72  | Juan Carlos Alonso   | Juan Pablo Monasterolo | 4-8, 12             |
| Moto Club Igualda               | Mitsubishi Lancer Evo X  | 38  | Ricardo Triviño      | Alex Haro              | 1-3, 5-6, 9-11      |
| Nicolás Fuchs                   | Mitsubishi Lancer Evo X  | 41  | Nicolás Fuchs        | Fernando Mussano       | 2, 4, 6–7, 12       |
| Nicolás Fuchs                   | Mitsubishi Lancer Evo IX | 41  | Nicolás Fuchs        | Fernando Mussano       | 3, 5                |
| Semerád Rally Team              | Mitsubishi Lancer Evo IX | 43  | Martin Hudec         | Jakub Kotál            | 2, 8, 11            |
| Lotos Dynamic Rally Team        | Citroën DS3 RRC          | 74  | Robert Kubica        | Maciej Baran           | 4, 6–9, 11–12       |
| Proton Motorsport               | Proton Satria Neo S2000  | 44  | Per-Gunnar Andersson | Emil Axelsson          | 2                   |
| Mentos Ascania Racing           | Mini S2000 1.6T          | 50  | Valeriy Gorban       | Volodymyr Korsia       | 4, 6–8, 11, 13      |
| Mentos Ascania Racing           | Mini S2000 1.6T          | 49  | Oleksii Kikireshko   | Sergey Larens          | 4,6-8, 11, 13       |

### WRC-3
| Equipo                        | Automóvil       | N.º | Piloto               | Copiloto            | Rondas  |
| ----------------------------- | --------------- | --- | -------------------- | ------------------- | ------- |
| Sébastien Chardonnet          | Citroën DS3 R3T | 51  | Sébastien Chardonnet | Thibault de la Haye | 1,4,7-9 |
| Quentin Gilbert               | Citroën DS3 R3T | 52  | Quentin Gilbert      | Isabelle Galmiche   | 1,4,7-9 |
| Saintéloc Racing              | Citroën DS3 R3T | 53  | Renaud Poutot        | Ludovic Viragh      | 1       |
| Saintéloc Racing              | Citroën DS3 R3T | 53  | Alastair Fisher      | Gordon Noble        | 4,7-8   |
| Francesco Parli               | Citroën DS3 R3T | 56  | Francesco Parli      | Tania Canton        | 4,7     |
| Federico della Casa           | Citroën DS3 R3T | 57  | Federico della Casa  | Marco Menchini      | 4,7-9   |
| ADAC Weser-Ems                | Citroën DS3 R3T | 58  | Christian Riedemann  | Lara Vanneste       | 4,7-9   |
| Bryan Bouffier                | Citroën DS3 R3T | 59  | Bryan Bouffier       | Xavier Panseri      | 4,7     |
| Charles Hurst Citroën Belfast | Citroën DS3 R3T | 60  | Keith Cronin         | Marshall Clarke     | 4,7-9   |
| Saintéloc Racing              | Citroën DS3 R3T | 61  | Simone Campedelli    | Danilo Fappani      | 4,7-9   |
| Stephane Consani              | Citroën DS3 R3T | 62  | Stephane Consani     | Maxime Vilmot       | 7-8     |
| Jussi Vainionpää              | Citroën DS3 R3T | 63  | Jussi Vainionpää     | Mika Juntunen       | 8       |
| Mohamed Al Mutawaa            | Citroën DS3 R3T | 64  | Mohamed Al Mutawaa   | Stephen McAuley     | 9       |

### Campeonato Junior
| Equipo                    | Automóvil      | N.º | Piloto              | Copiloto             | Rondas        |
| ------------------------- | -------------- | --- | ------------------- | -------------------- | ------------- |
| Sander Pärn               | Ford Fiesta R2 | 100 | Sander Pärn         | Ken Järveoja         | 4,6,8,9,11,12 |
| Pontus Tidemand           | Ford Fiesta R2 | 102 | Pontus Tidemand     | Ola Fløene           | 4,6,8,9,11,12 |
| Styllex Motorsport        | Ford Fiesta R2 | 103 | Martin Koči         | Petr Starý           | 4,6,8,9,11    |
| Styllex Motorsport        | Ford Fiesta R2 | 103 | Martin Koči         | Lukas Kostka         | 12            |
| Andreas Amberg            | Ford Fiesta R2 | 104 | Andreas Amberg      | Mikko Lukka          | 4,6,8,9,11,12 |
| ACSM Rallye Team          | Ford Fiesta R2 | 105 | José Antonio Suárez | Cándido Carrera      | 4,6,8,9,11,12 |
| Castrol Ford Team Türkiye | Ford Fiesta R2 | 106 | Murat Bostancı      | Onur Vatansever      | 4,6,8,9,11,12 |
| Michael Burri             | Ford Fiesta R2 | 107 | Michael Burri       | Gabin Moreau         | 4,6,8,9,11,12 |
| Niko Nieminen             | Ford Fiesta R2 | 108 | Niko Nieminen       | Michael Korhonen     | 4,6,9,11,12   |
| Niko Nieminen             | Ford Fiesta R2 | 108 | Niko Nieminen       | Ari Koponen          | 8             |
| Marius Aasen              | Ford Fiesta R2 | 109 | Marius Aasen        | Marlene Engan        | 4,6,8,9,11,12 |
| Yeray Lemes               | Ford Fiesta R2 | 110 | Yeray Lemes         | Rogerio Peñate López | 4,6,8,9,11,12 |

## Resultados

### Puntuación
| Posición | 1º | 2º | 3º | 4º | 5º | 6º | 7º | 8º | 9º | 10º |
| Puntos   | 25 | 18 | 15 | 12 | 10 | 8  | 6  | 4  | 2  | 1   |

- Los tres primeros pilotos del powerstage (último tramo de cada rally), suman 3, 2 y 1 punto extra respectivamente.

### Campeonato de pilotos
| Pos. | Piloto               | MON | SUE | MEX | POR | ARG | GRE | ITA | FIN | ALE | AUS | FRA | ESP | GBR | Puntos |
| ---- | -------------------- | --- | --- | --- | --- | --- | --- | --- | --- | --- | --- | --- | --- | --- | ------ |
| 1    | Sébastien Ogier      | 2   | 13  | 13  | 13  | 2   | 103 | 13  | 12  | 173 | 13  | 1   | 12  | 1   | 290    |
| 2    | Thierry Neuville     | Ret | 5   | 3   | 17  | 5   | 3   | 2   | 23  | 2   | 2   | 42  | 43  | 3   | 176    |
| 3    | Jari-Matti Latvala   | Ret | 42  | 161 | 31  | 3   | 1   | 32  | 171 | 71  | 4   | 3   | 21  | 2   | 162    |
| 4    | Mikko Hirvonen       | 4   | 17  | 2   | 2   | 61  | 8   | Ret | 4   | 3   | 3   | 6   | 3   | Ret | 126    |
| 5    | Dani Sordo           | 3   | Ret | 4   | 12  | 9   | 2   | 4   | 5   | 12  |     | 23  | Ret | 7   | 123    |
| 6    | Mads Østberg         | 6   | 31  | 112 | 82  | 7   | 6   | 8   | 3   | 9   | 5   | 8   | 6   | 41  | 102    |
| 7    | Evgeny Novikov       | Ret | 9   | 10  | 4   | 4   | 92  | Ret | 6   | 10  | 71  | 5   | 5   | 192 | 69     |
| 8    | Sébastien Loeb       | 1   | 2   |     |     | 1   |     |     |     |     |     | Ret |     |     | 68     |
| 9    | Martin Prokop        | 7   | 7   | 9   | 7   | 10  | 7   | 5   | Ret | 4   |     | Ret | 7   | 6   | 63     |
| 10   | Andreas Mikkelsen    |     |     |     | 6   | 8   | 43  | Ret | 10  | WD  | 6   | 7   | Ret | 5   | 50     |
| 11   | Nasser Al-Attiyah    |     |     | 5   | 5   |     | 5   |     |     | 13  |     |     | Ret | WD  | 30     |
| 12   | Elfyn Evans          |     |     |     | 23  |     |     | 6   | Ret | 6   |     | 11  | Ret | 8   | 20     |
| 13   | Robert Kubica        |     |     |     | 19  |     | 11  | 9   | 9   | 5   |     | 9   | 9   | Ret | 18     |
| 14   | Bryan Bouffier       | 5   |     |     | 13  |     |     | 31  | WD  |     |     |     |     | Ret | 10     |
| 15   | Juho Hänninen        | Ret | 6   |     | WD  |     |     |     | 32  |     |     |     |     |     | 8      |
| 16   | Chris Atkinson       |     |     | 6   |     |     |     |     |     |     |     |     |     |     | 8      |
| 17   | Jari Ketomaa         |     | Ret |     |     |     |     |     | 7   |     |     |     |     | 9   | 8      |
| 18   | Hayden Paddon        |     |     |     |     |     |     |     | 11  | 8   | 17  |     | 8   |     | 8      |
| 19   | Michał Kościuszko    | 10  | 14  | Ret | Ret | Ret | WD  | 7   |     | Ret |     |     |     |     | 7      |
| 20   | Ken Block            |     |     | 7   |     |     |     |     |     |     |     |     |     |     | 6      |
| 21   | Khalid Al Qassimi    |     | Ret |     | 9   |     | Ret | 10  |     | 11  | 9   |     | 11  |     | 5      |
| 22   | Sepp Wiegand         | 8   | 13  |     | 14  |     |     | Ret |     | 14  |     |     | Ret |     | 4      |
| 23   | Per-Gunnar Andersson |     | WD  |     | Ret |     |     | 13  | 8   | Ret |     |     |     |     | 4      |
| 24   | Benito Guerra        |     | WD  | 8   |     |     |     |     |     |     |     |     | 14  |     | 4      |
| 25   | Henning Solberg      |     | 8   |     |     |     |     |     |     |     |     |     |     |     | 4      |
| 26   | Nathan Quinn         |     |     |     |     |     |     |     |     |     | 8   |     |     |     | 4      |
| 27   | Olivier Burri        | 9   |     |     |     |     |     |     |     |     |     |     |     |     | 2      |
| 28   | Abdulaziz Al-Kuwari  |     |     | 12  | 16  | 13  | 13  | 11  |     |     | 10  |     | 10  | WD  | 2      |
| 29   | Yazeed Al-Rajhi      |     | 10  |     | WD  |     |     |     | 12  |     | 13  |     | 12  | 18  | 1      |
| 30   | Esapekka Lappi       | Ret |     |     | 10  |     |     |     | 31  |     |     |     |     |     | 1      |
| 31   | Romain Dumas         |     |     |     |     |     |     |     |     |     |     | 10  |     |     | 1      |
| 32   | Mark Higgins         |     |     |     |     |     |     |     |     |     |     |     |     | 10  | 1      |

| Color     | Resultado                                              |
| Oro       | Ganador                                                |
| Plata     | 2ª plaza                                               |
| Bronce    | 3ª plaza                                               |
| Verde     | Finalizó (diez primeros)                               |
| Azul      | Finalizó                                               |
| Violeta   | No terminó (Ret)                                       |
| Negro     | Descalificado (DES)                                    |
| Blanco    | No empezó (DNS)                                        |
| Blanco    | Excluido (EX)                                          |
| Blanco    | Lesionado (LES)                                        |
| Sin color | No participó                                           |
| x1        | Puntos extra                                           |
| (x)       | Entre paréntesis, puntos no computables para el total. |

### Campeonato de Constructores
| Pos. | Constructor                              | N.º | MON | SUE | MEX | POR | ARG | GRE | ITA | FIN | ALE | AUS | FRA | ESP | GBR | Puntos |
| ---- | ---------------------------------------- | --- | --- | --- | --- | --- | --- | --- | --- | --- | --- | --- | --- | --- | --- | ------ |
| 1    | Volkswagen Motorsport                    | 7   | Ret | 4   | 10  | 3   | 3   | 1   | 3   | 7   | 7   | 4   | 3   | 2   | 2   | 425    |
| 1    | Volkswagen Motorsport                    | 8   | 2   | 1   | 1   | 1   | 2   | 10  | 1   | 1   | 17  | 1   | 1   | 1   | 1   | 425    |
| 2    | Citroën World Rally Team                 | 1   | 1   | 2   |     |     | 1   |     |     |     |     |     | Ret |     |     | 280    |
| 2    | Citroën World Rally Team                 | 2   | 4   | 9   | 2   | 2   | 6   | 8   | Ret | 4   | 3   | 3   | 6   | 3   | Ret | 280    |
| 2    | Citroën World Rally Team                 | 3   |     |     | 4   | 9   |     | 2   | 4   | 5   | 1   | Ret |     | Ret | 7   | 280    |
| 3    | M-Sport World Rally Team                 | 4   | 5   | 3   | 9   | 7   | 7   | 6   | 7   | 3   | 9   | 5   | 8   | 6   | 4   | 190    |
| 3    | M-Sport World Rally Team                 | 5   | Ret | 7   | 8   | 4   | 4   | 9   | Ret | 6   | 10  | 7   | 5   | 5   | 8   | 190    |
| 4    | Qatar World Rally Team                   | 6   | Ret |     | 5   |     |     | 5   |     |     | 13  |     |     | Ret | WD  | 184    |
| 4    | Qatar World Rally Team                   | 11  | Ret | 5   | 3   | 10  | 5   | 3   | 2   | 2   | 2   | 2   | 4   | 4   | 3   | 184    |
| 5    | Jipocar Czech National Team              | 21  | 7   | 6   | 7   | 6   | 10  | 7   | 5   | Ret | 4   |     | Ret | 7   | 6   | 65     |
| 6    | Abu Dhabi Citroën Total World Rally Team | 10  | 3   | Ret | 6   | 8   | 9   | Ret | 8   | Ret | 11  | 9   | 2   | 8   | Ret | 63     |
| 7    | Volkswagen Motorsport II                 | 9   |     |     |     | 5   | 8   | 4   | Ret |     | WD  | 6   | 7   | Ret | 5   | 50     |
| 8    | Lotos Team WRC                           | 12  | 6   | 8   | Ret | Ret | Ret |     | 6   |     | Ret |     |     |     |     | 20     |

| Color     | Resultado                                              |
| Oro       | Ganador                                                |
| Plata     | 2ª plaza                                               |
| Bronce    | 3ª plaza                                               |
| Verde     | Finalizó (diez primeros)                               |
| Azul      | Finalizó                                               |
| Violeta   | No terminó (Ret)                                       |
| Negro     | Descalificado (DES)                                    |
| Blanco    | No empezó (DNS)                                        |
| Blanco    | Excluido (EX)                                          |
| Blanco    | Lesionado (LES)                                        |
| Sin color | No participó                                           |
| x1        | Puntos extra                                           |
| (x)       | Entre paréntesis, puntos no computables para el total. |